# Cratere Corsablis
Corsablis è un cratere sulla superficie di Giapeto.